# Markus Rooth
Markus Rooth (22 dicembre 2001) è un multiplista norvegese, campione olimpico del decathlon ai Giochi olimpici di Parigi 2024.

## Biografia
Prima di esordire nella nazionale assoluta della Norvegia, ha conquistato la medaglia di bronzo nel decathlon ai campionati europei under 20 di Borås e il bronzo e l'oro rispettivamente agli europei under 23 di Tallin 2021 e di Espoo 2032. Sempre nel 2023 raggiunge l'ottava posizione nella classifica del decathlon ai campionati mondiali di atletica leggera di Budapest.
Nel 2024 partecipa nell'eptathlon ai campionati mondiali indoor di Glasgow e nel decathlon ai campionati europei di Roma, ma in entrambe le situazioni non riesce a ultimare tutte le dieci gare in programma.
Ai Giochi olimpici di Parigi 2024 conquista la medaglia d'oro nel decathlon, siglando anche il nuovo record nazionale norvegese con 8796 punti.

## Record nazionali
Seniores
- Decathlon: 8796 p. ( Parigi, 3 agosto 2024)

Under 20
- Decathlon under 20: 8283 p. ( Oslo, 28 giugno 2020)

Under 18
- Staffetta 4×100 metri: 41"79 ( Győr, 29 luglio 2017)

## Progressione

### 60 metri piani
| Stagione | Tempo     | Luogo     | Data       |
| -------- | --------- | --------- | ---------- |
| 2024     | 7"08(i)   | Glasgow   | 2-3-2024   |
| 2020     | 7"09(i)   | Bærum     | 28-12-2020 |
| 2019     | 7"20(i)   | Sandnes   | 23-2-2019  |
| 2018     | 7,40 m(i) | Steinkjer | 10-3-2018  |
| 2018     | 7,40 m(i) | Sandnes   | 3-3-2018   |

### 100 metri piani
| Stagione | Tempo | Luogo    | Data      |
| -------- | ----- | -------- | --------- |
| 2024     | 10"71 | Parigi   | 2-8-2024  |
| 2023     | 10"81 | Espoo    | 15-7-2023 |
| 2022     | 10"90 | Grosseto | 30-4-2022 |
| 2021     | 10"98 | Götzis   | 29-5-2021 |
| 2020     | 11"03 | Oslo     | 27-6-2020 |
| 2019     | 11"22 | Arcadia  | 5-4-2019  |
| 2018     | 11"31 | Jessheim | 9-6-2018  |
| 2017     | 11"31 | Kuortane | 10-6-2017 |

### 400 metri piani
| Stagione | Tempo | Luogo    | Data      |
| -------- | ----- | -------- | --------- |
| 2024     | 47"69 | Parigi   | 2-8-2024  |
| 2023     | 48"27 | Budapest | 25-8-2023 |
| 2022     | 49"52 | Grosseto | 30-4-2022 |
| 2021     | 49"46 | Tallinn  | 10-7-2021 |
| 2020     | 49"56 | Oslo     | 27-6-2020 |
| 2019     | 49"69 | Borås    | 19-7-2019 |
| 2018     | 51"33 | Jessheim | 9-6-2018  |
| 2017     | 51"79 | Kuortane | 10-6-2017 |

### 1500 metri piani

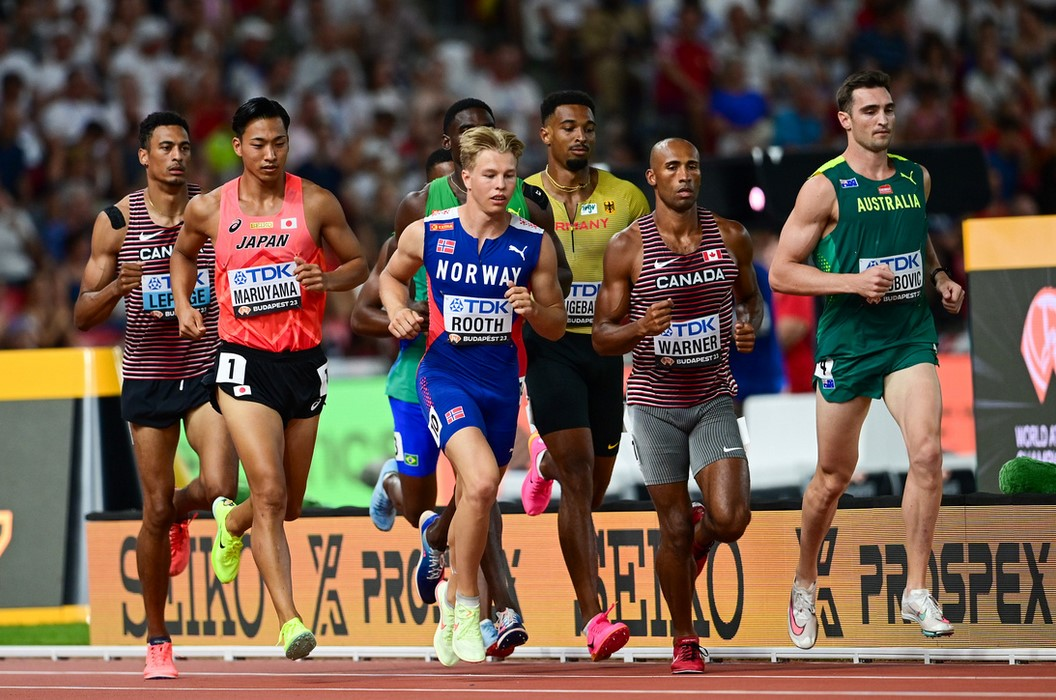
Markus Rooth durante i 1500 metri del decathlon ai campionati mondiali di Budapest 2023.

| Stagione | Tempo   | Luogo    | Data      |
| -------- | ------- | -------- | --------- |
| 2024     | 4'39"56 | Parigi   | 3-8-2024  |
| 2023     | 4'29"66 | Espoo    | 16-7-2023 |
| 2022     | 4'33"08 | Grosseto | 1-5-2022  |
| 2021     | 4'36"30 | Tallinn  | 11-7-2021 |
| 2020     | 4'39"79 | Oslo     | 28-6-2020 |
| 2019     | 4'37"28 | Borås    | 20-7-2019 |
| 2018     | 4'59"81 | Jessheim | 10-6-2018 |
| 2017     | 5'06"07 | Kuortane | 11-6-2017 |

### 60 metri ostacoli
| Stagione | Tempo     | Luogo   | Data     |
| -------- | --------- | ------- | -------- |
| 2024     | 8,01 m(i) | Glasgow | 3-3-2024 |

### 110 metri ostacoli
| Stagione | Tempo   | Luogo    | Data      |
| -------- | ------- | -------- | --------- |
| 2024     | 14"25   | Parigi   | 3-8-2024  |
| 2023     | 14,23 m | Göteborg | 2-7-2023  |
| 2022     | 14,46 m | Grosseto | 1-5-2022  |
| 2021     | 14,61 m | Tallinn  | 11-7-2021 |
| 2019     | 15,33 m | Hamar    | 4-8-2019  |

### Salto in alto
| Stagione | Misura    | Luogo      | Data      |
| -------- | --------- | ---------- | --------- |
| 2024     | 1,99 m    | Parigi     | 2-8-2024  |
| 2024     | 1,99 m    | Roma       | 10-6-2024 |
| 2023     | 2,03 m    | Espoo      | 15-7-2023 |
| 2022     | 1,96 m    | Talence    | 17-9-2022 |
| 2021     | 1,97 m    | Götzis     | 29-5-2021 |
| 2020     | 1,97 m    | Oslo       | 27-6-2020 |
| 2019     | 1,90 m(i) | Ulsteinvik | 2-3-2019  |
| 2018     | 1,84 m    | Overhalla  | 1-9-2018  |
| 2017     | 1,77 m    | Kuortane   | 10-6-2017 |

### Salto con l'asta
| Stagione | Misura    | Luogo        | Data      |
| -------- | --------- | ------------ | --------- |
| 2024     | 5,30 m    | Parigi       | 3-8-2024  |
| 2023     | 5,10 m    | Budapest     | 26-8-2023 |
| 2023     | 5,10 m    | Espoo        | 16-7-2023 |
| 2022     | 5,05 m    | Grosseto     | 1-5-2022  |
| 2021     | 4,90 m    | Askoy        | 31-7-2021 |
| 2021     | 4,90 m    | Kristiansand | 11-9-2021 |
| 2021     | 4,90 m    | Ski          | 11-8-2021 |
| 2021     | 4,90 m    | Tallinn      | 11-7-2021 |
| 2020     | 5,00 m    | Ski          | 2-6-2020  |
| 2019     | 4,70 m(i) | Sandnes      | 24-2-2019 |
| 2018     | 4,20 m    | Overhalla    | 2-9-2018  |
| 2018     | 4,20 m    | Oslo         | 26-8-2018 |
| 2018     | 4,20 m    | Győr         | 8-7-2018  |
| 2017     | 3,80 m    | Kuortane     | 11-6-2017 |

### Salto in lungo
| Stagione | Misura | Luogo        | Data      |
| -------- | ------ | ------------ | --------- |
| 2024     | 8,01 m | Roma         | 10-6-2024 |
| 2023     | 7,62 m | Budapest     | 25-8-2023 |
| 2022     | 7,23 m | Talence      | 17-9-2022 |
| 2021     | 7,43 m | Askoy        | 30-7-2021 |
| 2020     | 7,53 m | Oslo         | 27-6-2020 |
| 2019     | 7,19 m | Kristiansand | 18-8-2019 |
| 2018     | 7,03 m | Göteborg     | 29-6-2018 |
| 2017     | 7,03 m | Kuortane     | 10-6-2017 |

### Getto del peso
| Stagione | Misura     | Luogo        | Data      |
| -------- | ---------- | ------------ | --------- |
| 2024     | 15,52 m(i) | Glasgow      | 2-3-2024  |
| 2023     | 15,31 m    | Espoo        | 15-7-2023 |
| 2022     | 14,39 m    | Talence      | 17-9-2022 |
| 2021     | 14,01 m    | Kristiansand | 12-9-2021 |
| 2021     | 14,01 m    | Götzis       | 29-5-2021 |
| 2020     | 13,16 m    | Fagernes     | 8-8-2020  |

### Lancio del disco
| Stagione | Misura  | Luogo      | Data      |
| -------- | ------- | ---------- | --------- |
| 2024     | 49,80 m | Parigi     | 3-8-2024  |
| 2023     | 48,78 m | Budapest   | 26-8-2023 |
| 2022     | 49,13 m | Oslo       | 21-4-2022 |
| 2021     | 47,31 m | Tallinn    | 11-7-2021 |
| 2020     | 43,28 m | Spikkestad | 25-7-2020 |

### Lancio del giavellotto
| Stagione | Misura  | Luogo     | Data      |
| -------- | ------- | --------- | --------- |
| 2023     | 66,12 m | Albufeira | 14-5-2023 |
| 2022     | 60,83 m | Grosseto  | 1-5-2022  |
| 2021     | 61,65 m | Askoy     | 1-8-2021  |
| 2020     | 59,80 m | Oslo      | 18-6-2020 |
| 2019     | 56,95 m | Borås     | 20-7-2019 |
| 2018     | 57,45 m | Oslo      | 25-8-2018 |

### Decathlon
| Stagione | Punteggio | Luogo    | Data      | Rank. Mond. |
| -------- | --------- | -------- | --------- | ----------- |
| 2024     | 8796 p.   | Parigi   | 3-8-2024  |             |
| 2023     | 8608 p.   | Espoo    | 16-7-2023 | 8º          |
| 2022     | 8307 p.   | Grosseto | 1-5-2022  | 18º         |
| 2021     | 7967 p.   | Tallinn  | 11-7-2021 | 46º         |

## Palmarès
| Anno | Manifestazione                                | Sede     | Evento    | Risultato | Prestazione | Note             |
| ---- | --------------------------------------------- | -------- | --------- | --------- | ----------- | ---------------- |
| 2018 | Campionati nordici under 18 di prove multiple | Jessheim | Decathlon | Argento   | 7172 p.     |                  |
| 2018 | Europei under 18                              | Győr     | Decathlon | 7º        | 7253 p.     |                  |
| 2019 | Europei under 20                              | Borås    | Decathlon | Bronzo    | 7692 p.     |                  |
| 2021 | Europei under 23                              | Tallinn  | Decathlon | Bronzo    | 7967 p.     |                  |
| 2023 | Europei under 23                              | Espoo    | Decathlon | Oro       | 8608 p.     |                  |
| 2023 | Mondiali                                      | Budapest | Decathlon | 8º        | 8491 p.     |                  |
| 2024 | Mondiali indoor                               | Glasgow  | Eptathlon | dnf       | dnf         |                  |
| 2024 | Europei                                       | Roma     | Decathlon | dnf       | dnf         |                  |
| 2024 | Giochi olimpici                               | Parigi   | Decathlon | Oro       | 8796 p.     | Record nazionale |

## Campionati nazionali
- 1 volta campione norvegese under 23 dei 110 metri ostacoli (2021)
- 1 volta campione norvegese under 23 del getto del peso (2021)
- 1 volta campione norvegese under 20 dei 110 metri ostacoli (99,0 cm) (2019)
- 1 volta campione norvegese under 20 dei 60 metri ostacoli (99,0 cm) indoor (2019)
- 1 volta campione norvegese under 20 del getto del peso (6 kg) indoor (2019)
- 2 volte campione norvegese under 20 del decathlon juniores indoor (2019, 2020)
- 1 volta campione norvegese under 18 dei 110 ostacoli (91,4 cm) (2018)
- 1 volta campione norvegese under 18 del lancio del giavellotto (700 g) (2018)
- 1 volta campione norvegese under 18 del decathlon allievi (2018)
- 1 volta campione norvegese under 18 del salto in lungo indoor (2018)
- 1 volta campione norvegese under 18 dell'eptathlon pista corta indoor (2018)

2017
- Bronzo ai campionati norvegesi under 18 indoor, 60 m ostacoli (91,4 cm) - 8"42

2018
- Oro ai campionati norvegesi under 18 di prove multiple indoor, eptathlon allievi pista corta - 5115 p.
- 7º ai campionati norvegesi under 18 indoor, 60 m piani - 7"41
- Eliminato in batteria ai campionati norvegesi under 18 indoor, 200 m piani pista corta - 22"97
- Bronzo ai campionati norvegesi under 18 indoor, 60 m ostacoli (91,4 cm) - 8"14
- Oro ai campionati norvegesi under 18 indoor, salto in lungo - 6,60 m
- Argento ai campionati norvegesi under 18 indoor, getto del peso (5 kg) - 13,91 m
- Oro ai campionati norvegesi under 18 di prove multiple, decathlon allievi - 6879 p.
- 4º ai campionati norvegesi under 20, salto con l'asta - 4,20 m
- 4º ai campionati norvegesi under 20, getto del peso (6 kg) - 12,99 m
- 4º ai campionati norvegesi under 20, lancio del giavellotto - 57,45 m
- Oro ai campionati norvegesi under 18, 110 m ostacoli (91,4 cm) - 14"52 (vento: -0,5 m/s)
- Argento ai campionati norvegesi under 18, salto in alto - 1,84 m
- Argento ai campionati norvegesi under 18, salto con l'asta - 4,20 m
- Argento ai campionati norvegesi under 18, salto in lungo - 6,63 m (vento: +0,8 m/s)
- 4º ai campionati norvegesi under 18, getto del peso (5 kg) - 14,75 m
- Argento ai campionati norvegesi under 18, lancio del disco (1,500 kg) - 42,64 m
- Oro ai campionati norvegesi under 18, lancio del giavellotto (700 g) - 66,06 m

2019
- Oro ai campionati norvegesi under 20 di prove multiple indoor, eptathlon juniores pista corta - 5506 p.
- Oro ai campionati norvegesi under 20 indoor, 60 m ostacoli (99,0 cm) - 8,16 m
- Argento ai campionati norvegesi under 20 indoor, salto in alto - 1,90 m
- Argento ai campionati norvegesi under 20 indoor, salto con l'asta - 4,60 m
- Oro ai campionati norvegesi under 20 indoor, getto del peso (6 kg) - 14,14 m
- Bronzo ai campionati norvegesi under 20 indoor, salto in lungo - 6,91 m
- 4º ai campionati norvegesi assoluti, 110 m ostacoli - 15"33 (vento: -0,8 m/s)
- Oro ai campionati norvegesi under 20, 110 m ostacoli (99,0 cm) - 14"44 (vento: -1,0 m/s)
- Bronzo ai campionati norvegesi under 20, salto con l'asta - 4,50 m
- 4º ai campionati norvegesi under 20, getto del peso (6 kg) - 14,01 m

2020
- Oro ai campionati norvegesi under 20 di prove multiple indoor, eptathlon juniores pista corta - 5798 p.

2021
- Oro ai campionati norvegesi under 23, 110 m ostacoli - 14"35 (vento: +3,2 m/s) w
- Bronzo ai campionati norvegesi under 23, salto con l'asta - 4,90 m
- Argento ai campionati norvegesi under 23, salto in lungo - 7,43 m (vento: +1,8 m/s)
- Oro ai campionati norvegesi under 23, getto del peso - 13,56 m
- Argento ai campionati norvegesi under 23, lancio del disco - 45,77 m
- Bronzo ai campionati norvegesi under 23, lancio del giavellotto - 61,65 m
- Bronzo ai campionati norvegesi assoluti, salto con l'asta - 4,90 m
- 5º ai campionati norvegesi assoluti, salto in lungo - 6,91 m (vento: 0,0 m/s)
- 6º ai campionati norvegesi assoluti, getto del peso - 14,01 m
- 9º ai campionati norvegesi assoluti, lancio del giavellotto - 59,53 m

2022
- 7º ai campionati norvegesi assoluti, salto con l'asta - 4,61 m
- 6º ai campionati norvegesi assoluti, getto del peso - 14,29 m
- 8º ai campionati norvegesi assoluti, lancio del disco - 46,43 m